# Drunk Enough to Dance
Drunk Enough to Dance je v pořadí šesté album skupiny Bowling for Soup, druhé album ve spolupráci s Jive Records. Bylo vydáno 6. srpna roku 2002.
Jediný singl alba, totiž "Girl All the Bad Guys Want", byl roku 2003 nominován na Grammy v kategorii "Best Pop Performance By A Duo Or Group With Vocal".
Znovuvydání alba v roce 2003 přineslo nové písně: "Punk Rock 101", "Star Song" a "I Ran (So Far Away)", což je předělávka hitu z 80. let kapely "A Flock of Seagulls".
Píseň "I Ran (So Far Away)" byla použita jako úvodní skladba k anime Knights of the Zodiac.

## Seznam skladeb
| Pořadí | Název                      | Autor                 | Délka |
| ------ | -------------------------- | --------------------- | ----- |
| 1.     | I Don’t Wanna Rock         | Jaret Reddick         | 3:03  |
| 2.     | Emily                      | Reddick               | 3:30  |
| 3.     | Girl All the Bad Guys Want | Reddick, Butch Walker | 3:17  |
| 4.     | On And On (About You)      | Reddick               | 3:10  |
| 5.     | Surf Colorado              | Reddick               | 3:54  |
| 6.     | Life After Lisa            | Reddick, Walker       | 3:08  |
| 7.     | Where to Begin             | Reddick               | 5:19  |
| 8.     | The Last Rock Show         | Reddick               | 1:28  |
| 9.     | Self-Centered              | Reddick               | 3:00  |
| 10.    | The Hard Way               | Reddick               | 3:09  |
| 11.    | Out the Window             | Reddick               | 3:20  |
| 12.    | Cold Shower Tuesdays       | Reddick               | 3:25  |
| 13.    | Running from Your Dad      | Reddick               | 3:37  |
| 14.    | Scaring Myself             | Reddick               | 3:31  |
| 15.    | She's Got a Boyfriend      | Reddick               | 3:51  |
| 16.    | Greatest Day               | Reddick               | 3:19  |
| 17.    | Belgium                    | Reddick               | 4:45  |

| UK verze | UK verze                           | UK verze | UK verze |
| Pořadí   | Název                              | Autor    | Délka    |
| -------- | ---------------------------------- | -------- | -------- |
| 18.      | (Is the World) World Falling Apart | Reddick  | 3:38     |

| Japonská verze | Japonská verze | Japonská verze | Japonská verze |
| Pořadí         | Název          | Autor          | Délka          |
| -------------- | -------------- | -------------- | -------------- |
| 20.            | Other Girls    | Reddick        | 3:45           |

| 2003 znovuvydání | 2003 znovuvydání    | 2003 znovuvydání                                     | 2003 znovuvydání |
| Pořadí           | Název               | Autor                                                | Délka            |
| ---------------- | ------------------- | ---------------------------------------------------- | ---------------- |
| 18.              | Punk Rock 101       | Reddick                                              | 3:08             |
| 19.              | I Ran (So Far Away) | Mike Score, Ali Score, Frank Maudsley, Paul Reynolds | 2:34             |
| 20.              | Star Song           | Reddick                                              | 3:25             |
| Celková délka:   | Celková délka:      | Celková délka:                                       | 58:56            |

## Žebříčky

### Album
| Rok  | Žebříček          | Pozice |
| ---- | ----------------- | ------ |
| 2002 | Heatseekers       | 2      |
| 2003 | The Billboard 200 | 129    |
| 2003 | Top Heatseekers   | 2      |

### Singly
| Rok  | Singl                        | Žebříček              | Pozice |
| ---- | ---------------------------- | --------------------- | ------ |
| 2002 | "Girl All the Bad Guys Want" | Modern Rock Tracks    | 38     |
| 2003 | "Girl All the Bad Guys Want" | Adult Top 40          | 39     |
| 2003 | "Girl All the Bad Guys Want" | The Billboard Hot 100 | 64     |
| 2003 | "Girl All the Bad Guys Want" | Top 40 Mainstream     | 17     |
| 2003 | "Girl All the Bad Guys Want" | Top 40 Tracks         | 25     |